# آق‌سو (جماعت)
آق‌سو  جماعت و شهرکی در جنوب غربی کشور تاجیکستان است که در ناحیهٔ دنغره ولایت ختلان قرار دارد. جمعیت این جماعت ۱۳۹۰۸ است.